# Haus des Rundfunks
La Haus des Rundfunks (Station de Radiodiffusion) est située dans Westend, un des quartiers de Berlin-Ouest, c'est la plus ancienne station de radiodiffusion autonome du monde.
Le bâtiment a été conçu par Hans Poelzig en 1929 après avoir remporté un prix d'architecture. Le bâtiment fait face à la Funkturm et contient en son sein trois grands studios de radiodiffusion, protégés des bruits de la ville par une aile du bâtiment destinée aux bureaux. Il est aujourd'hui utilisé par le radiodiffuseur Rundfunk Berlin-Brandenburg (RBB), membre de l'ARD, et il s'y produit des programmes radios pour les stations RadioBerlin, Kulturradio, et Inforadio (RBB). Des concerts se tiennent occasionnellement dans les studios du bâtiment.

## Histoire
Le bâtiment a été conçu en forme de triangle arrondi avec une façade en tuiles de céramique longue de 150 m. Sa construction date des années 1929-1930 et il a été inauguré le 22 janvier 1931 en tant que siège du Reichs-Rundfunk-Gesellschaft. Le grand studio central a été achevé en 1933. Le 22 mars 1935, la première émission régulière de télévision a commencé ici, mais elle a été ensuite déplacée dans un bâtiment séparé proche de la place Theodor-Heuss. La Haus des Rundfunks a également eu une influence déterminante sur le développement du son stéréophonique et sur son adoption dans la radiodiffusion.
Après la Seconde Guerre mondiale, le Haus des Rundfunks est devenu un enjeu de la guerre froide. Bien qu'il soit situé dans le secteur anglais de Berlin-Ouest, il a été utilisé par la station radio Berliner Rundfunk, contrôlée par les forces soviétiques, jusqu'à ce qu'elle soit déplacée à Berlin-Est en 1953. Le bâtiment n'est revenu sous le contrôle du maire de Berlin-Ouest Otto Suhr que le 5 juillet 1956. Après une lourde rénovation, il est utilisé depuis fin 1957 comme station de diffusion par le diffuseur Sender Freies Berlin, qui a fusionné le 1er mai 2003 avec le Rundfunk Berlin-Brandenburg.

## Le bâtiment

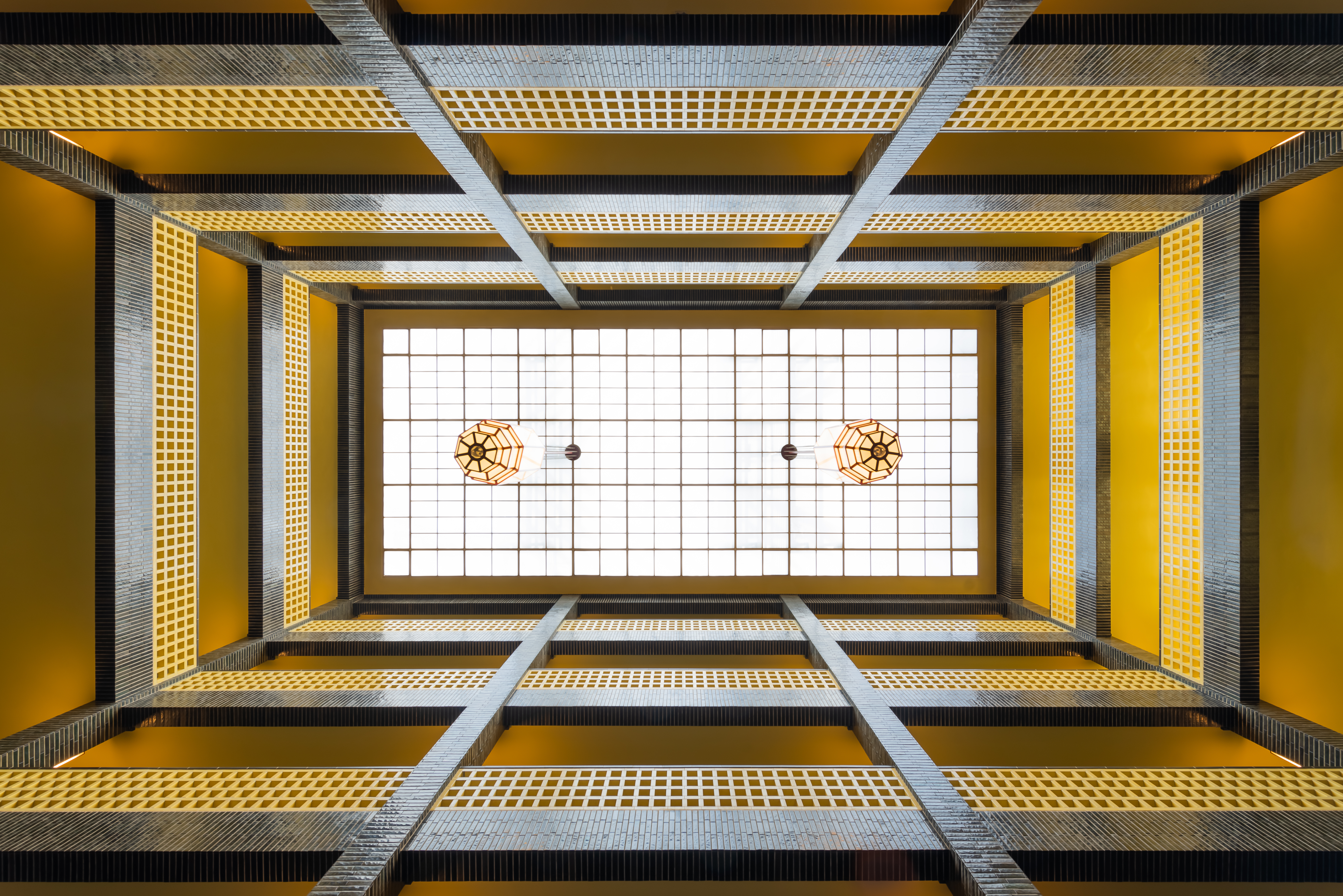
À l'intérieur du Haus des Rundfunks. Septembre 2018.

La Haus des Rundfunks fut l'un des premiers bâtiments en Europe à être entièrement consacré à la radiodiffusion, seul le Münchner Funkhaus est plus ancien. Il est d'ailleurs particulièrement remarquable que ce bâtiment offre encore de nos jours des conditions idéales à la production d'émissions radios. À cette époque, Hans Poelzig ne pouvait s'inspirer d'aucune réalisation existante, mais il a su développer des innovations qui restent utilisées de nos jours.
Les bureaux et salles de rédaction sont situés sur les parties extérieures du bâtiment et entourent le grand complexe des studios.
Le plus grand studio forme le cœur du bâtiment, et à l'écart se trouvent un plus petit studio d'enregistrement ainsi qu'un espace consacré au théâtre radiophonique qui possède diverses caractéristiques acoustiques.
Poelzig a porté une attention toute particulière à l'acoustique des studios. Par exemple, les sièges du grand studio ont été conçus de manière à avoir des qualités d'absorption acoustique identiques, que les sièges soient occupés ou non. Dans le petit studio, une centaine de panneaux muraux peuvent être retournés, sur un côté ils absorbent les sons, de l'autre côté ils les reflètent. Différents effets de réverbération peuvent ainsi être créés.

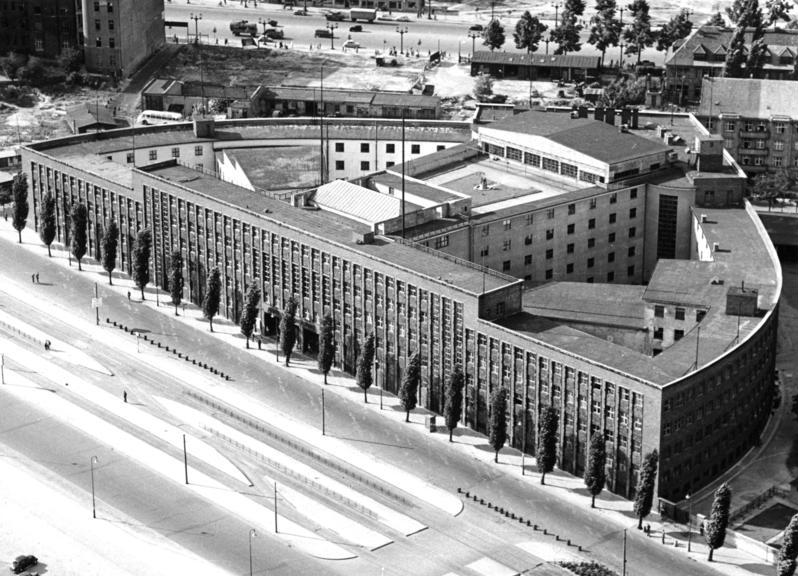
La Haus des Rundfunk en 1947.
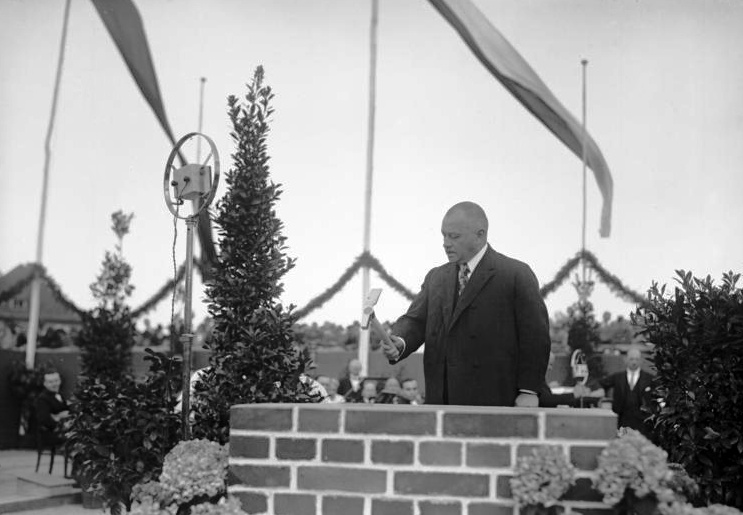
Georg Schätzel, ministre du Reich aux Postes a l'occasion de la pose de la première pierre en mai 1929.
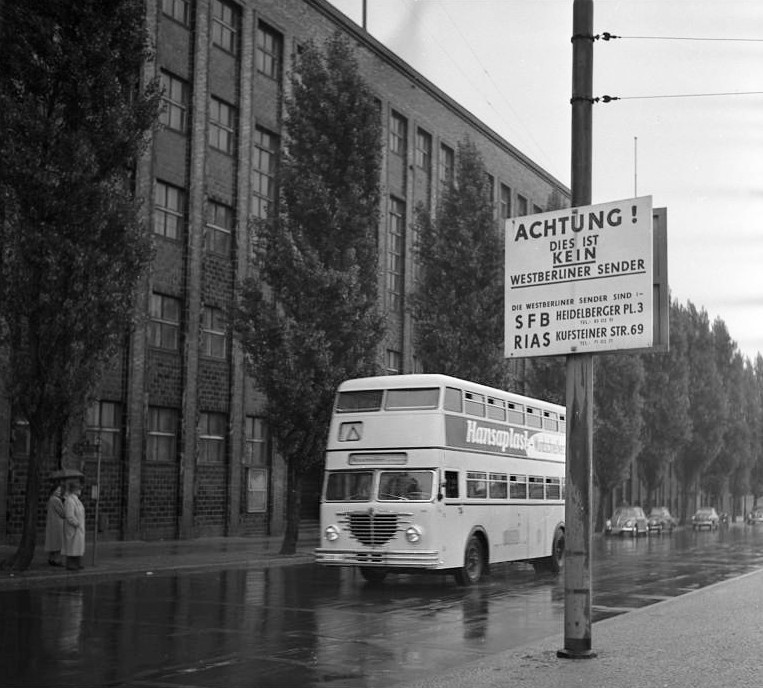
Panneaux signalant l'occupation par les forces soviétiques, en 1955: « Attention, ce n’est pas une chaîne de West-Berlin. Les chaînes de West-Berlin sont SFB et RIAS. »
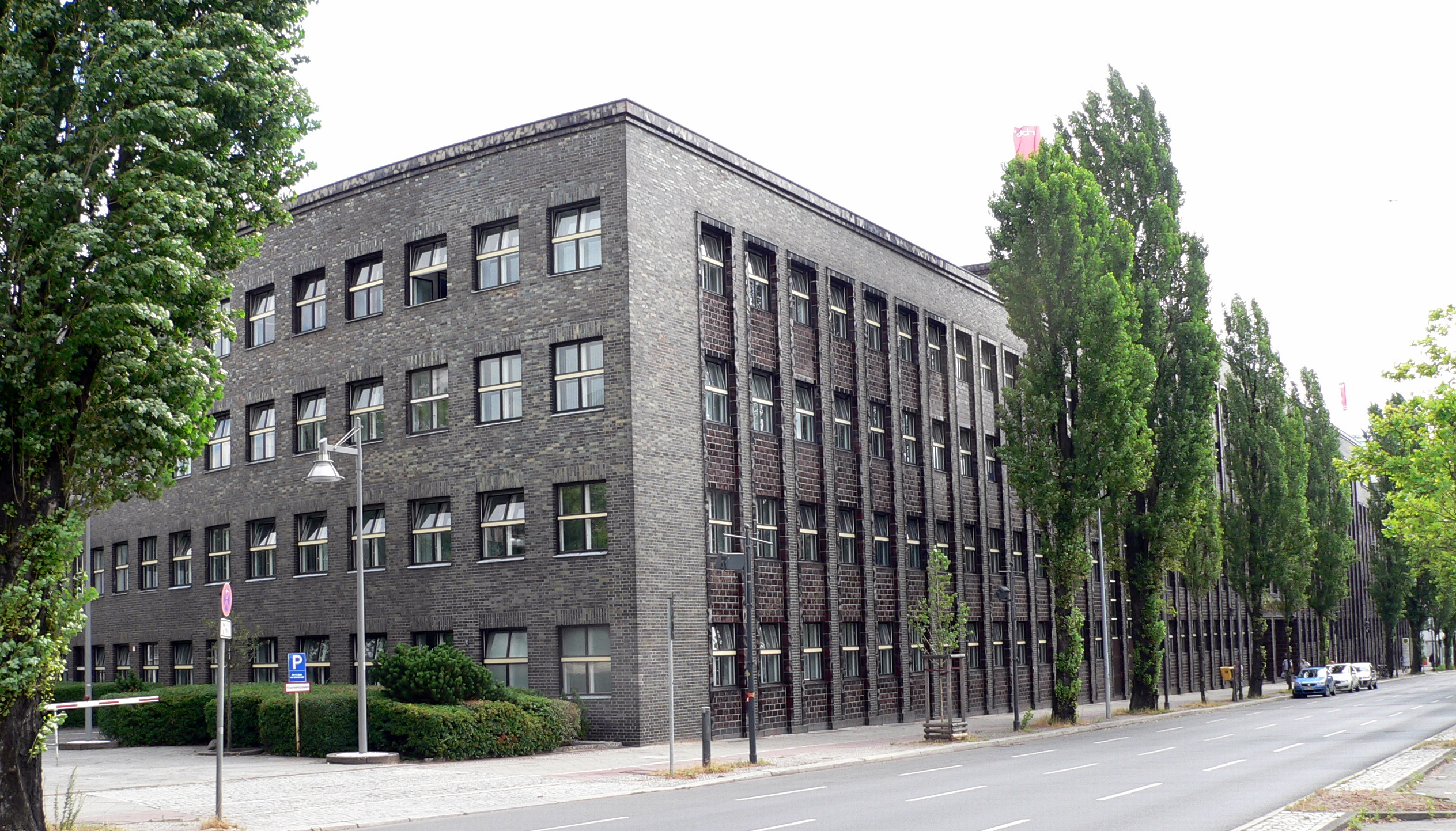
Au croisement de la Bredtschneiderstraße (sur la gauche) et la façade principale donnant sur la Masurenallee (à droite).

### Référence de traduction
- (en) Cet article est partiellement ou en totalité issu de l’article de Wikipédia en anglais intitulé « Haus des Rundfunks » (voir la liste des auteurs).

- (de) Cet article est partiellement ou en totalité issu de l’article de Wikipédia en allemand intitulé « Haus des Rundfunks » (voir la liste des auteurs).